# Erica utriculosa
Erica utriculosa är en ljungväxtart som beskrevs av Harriet Margaret Louisa Bolus. Erica utriculosa ingår i släktet klockljungssläktet, och familjen ljungväxter. Inga underarter finns listade i Catalogue of Life.